# Anežka Chudlíková
Anežka Chudlíková (* 25. května 1994 Praha) je česká youtuberka, která natáčí videa pod přezdívkou NotSoFunnyAny. Je zakladatelkou kosmetické značky Any cosmetics, která od července roku 2020 nese nový název NOT SO FUNNY ANY. Její manžel je rapper, známý pod jménem AMCO.

## Život
Anežka Chudlíková se narodila 25. května 1994 v Praze. Od první třídy navštěvovala výtvarný obor a kroužek keramiky a od osmi let se věnovala sólovému zpěvu. Později se začala věnovat fotografování. Poté, co vystudovala střední školu reklamní a umělecké tvorby Michael, založila s manželem firmu Art Motion Media. Její matka a nevlastní sestry Anna a Ema Anežku v té době velmi podporovaly. Po vystudování střední školy začala pracovat jako fotografka a vést e-shop svému manželi, hudebníkovi Amcovi. Anežka jako fotografka fotí především svatby a narozeninové oslavy, ale také se věnuje soukromé tvorbě.
V květnu 2016 natočila svoji první píseň Nikdo nezkazí náš den. V roce 2017 nazpívala píseň Kisses spolu se svým přítelem rapperem Amcem.
V roce 2016 také začala její spolupráce s několika značkami (např. Lush). V roce 2017 se zúčastnila Show Jana Krause, také účinkovala v Kurýrovi. V roce 2018 spustila prodej své kosmetiky Any Cosmetics, od roku 2020 pod novým názvem Not So Funny Any.

## YouTube
Už od druhého ročníku střední školy sdílela svůj život na blogu, kde natočila i svoje první video. Dne 3. srpna 2015 si založila YouTube kanál NotSoFunnyAny. O den později si založila druhý YouTube kanál s názvem ANY, na který natáčí videa v angličtině. Věnuje se kosmetice, vlogům a DIY. V roce 2015 získala v Czech Blog Awards titul Objev roku a o rok později se umístila v Blogerce roku na 2. místě v TOP TEN. Mezi její nejoblíbenější videa se řadí především vlogy a challenge, které natáčí se svými přáteli.